# Пальонкі
Пальонкі (пол. Palonki) — село в Польщі, у гміні Бусько-Здруй Буського повіту Свентокшиського воєводства.
Населення — 225 осіб (2011).
У 1975-1998 роках село належало до Келецького воєводства.

## Демографія
Демографічна структура на день 31 березня 2011 року:
|          | Загалом | Допрацездатний вік | Працездатний вік | Постпрацездатний вік |
| -------- | ------- | ------------------ | ---------------- | -------------------- |
| Чоловіки | 114     | 25                 | 63               | 26                   |
| Жінки    | 111     | 17                 | 55               | 39                   |
| Разом    | 225     | 42                 | 118              | 65                   |